# Richard Earlom

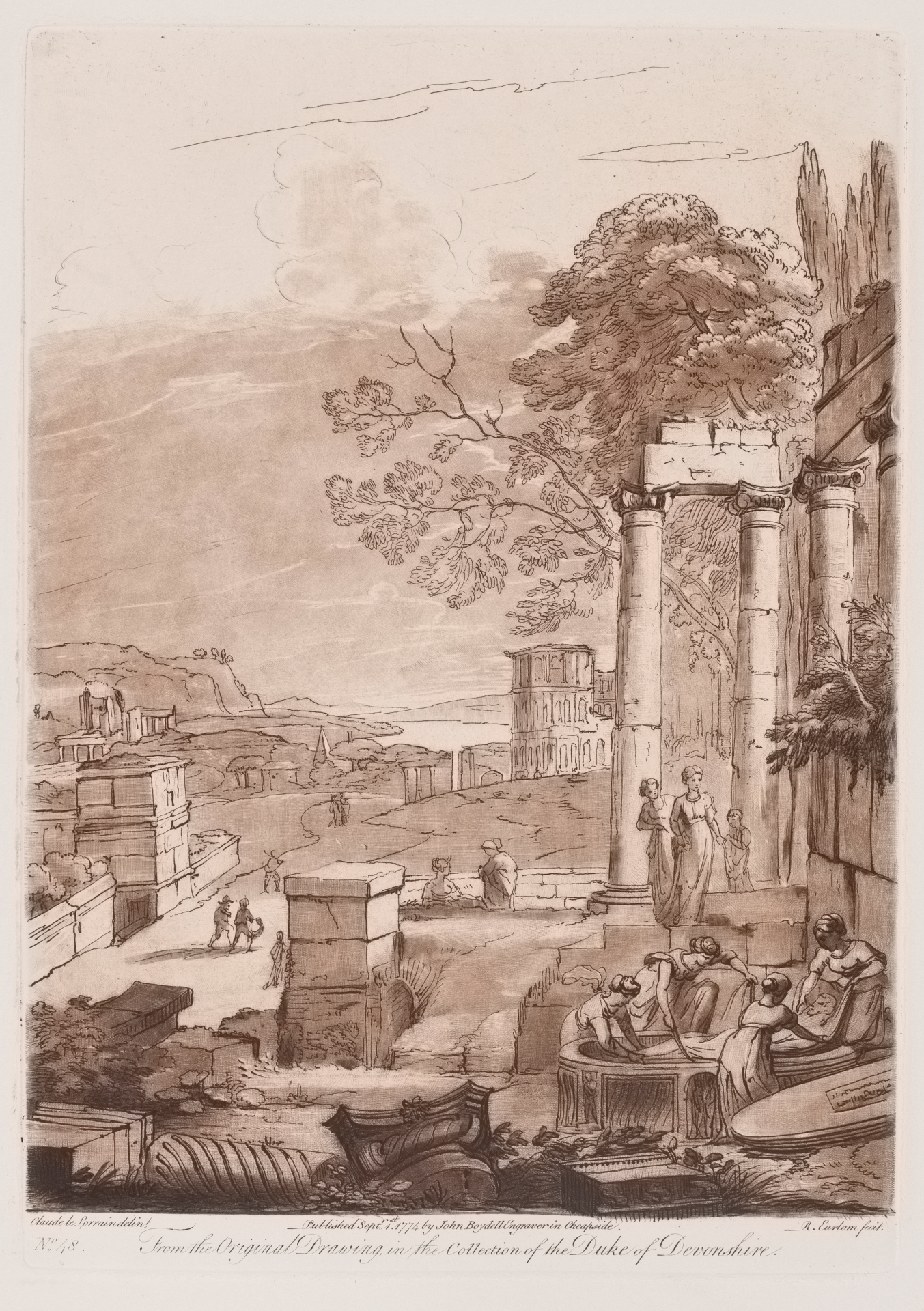
Paisaje con el entierro de Santa Serapia (1776), Liber Veritatis n.º 48, sobre un original de Claudio de Lorena, Gabinete de Dibujos, Estampas y Fotografías del Museo del Prado, Madrid

Richard Earlom (Londres, 14 de mayo de 1743–ibidem, 9 de octubre de 1822) fue un grabador británico. 

## Biografía
Alumno de Giovanni Battista Cipriani, fue un destacado grabador, sobre todo a la media tinta. Colaboró a menudo con la editorial de John Boydell, para el que grabó la serie de dibujos del Liber Veritatis de Claudio de Lorena (1774-1777), doscientos grabados al aguafuerte y media tinta que reproducían el álbum de dibujos del pintor francés, en el que hacía copias de sus cuadros a modo de registro para evitar las falsificaciones.
Fue famoso también por composiciones florales basadas en originales de Jan van Huysum y Jan van Os. También realizó retratos y paisajes.